# Bougouriba (vattendrag)
Bougouriba är ett vattendrag i Burkina Faso. Det ligger i den sydvästra delen av landet, 240 km sydväst om huvudstaden Ouagadougou.
Omgivningarna runt Bougouriba är en mosaik av jordbruksmark och naturlig växtlighet. Runt Bougouriba är det ganska tätbefolkat, med 83 invånare per kvadratkilometer.